# St Margaret Pattens

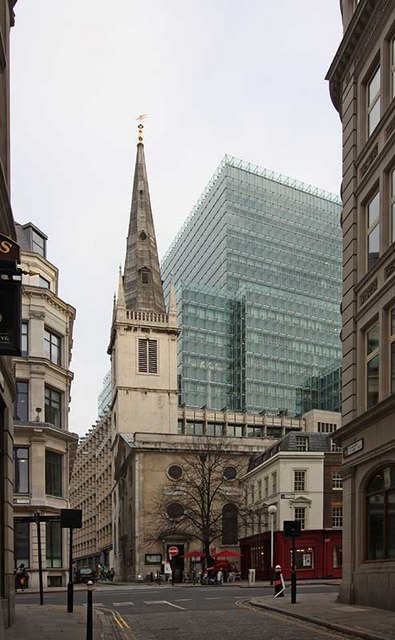
St Margaret Pattens

Kirchenraum zum Altar

Kirchenraum zur Orgel

St Margaret Pattens ist eine anglikanische Kirche im Londoner Innenstadtbezirk City of London.

## Geschichte
Die Ersterwähnung der am Eastcheap oder Ostmarkt in der Nähe der London Bridge und der Themse gelegenen Kirche erfolgte 1067 in einer Urkunde König Williams I. für Westminster Abbey, der sie bis zur Auflösung der Klöster in der Zeit der Reformation angehörte. Die zuletzt 1538 erneuerte mittelalterliche Kirche wurde 1666 im Großen Brand von London zerstört, doch verzögerte sich zunächst der Baubeginn, so dass erst in den Jahren 1684 bis 1687 der Wiederaufbau durch  Christopher Wren vorgenommen werden konnte. Der Turmbau wurde zwischen 1698 und 1702 zugefügt.
Die Kirche erhielt ihren ungewöhnlichen Beinamen von der hier angesiedelten Gilde der Pattenmacher. Langzeitiger Rektor der Kirche war der Historiker Thomas Birch, der hier 1766 bestattet wurde.
Als eine der wenigen der Londoner Wren-Kirchen entging St Margaret Pattens der Zerstörung im Zweiten Weltkrieg, doch wurde die Kirchengemeinde 1954 aufgelöst und die Kirche  nach ihrer Restaurierung in eine „Guild Church“ (Gildenkirche) für die in der Umgebung arbeitenden Menschen umgewandelt.

## Architektur
Der von Wren ausgeführte Kirchenbau ist, ganz ähnlich wie die benachbarte Kirche St Clement Eastcheap, eine einfache, im Innern voutengedeckte Saalkirche mit nördlich angebautem Seitenschiff und einem in den Winkel zwischen beiden eingesetzten Turmbau, der ganz wie ein mittelalterlicher Kirchturm mit einem hohen Steilhelm ausgestattet ist. Das durch korinthische Säulen abgetrennte Seitenschiff enthält einen Emporeneinbau, der nachträglich zu Gemeinderäumen abgetrennt wurde.

## Ausstattung
Die Kirche hat weitgehend ihre Originalausstattung mit Kanzel, Altarwand und Vertäfelung behalten. Das Altargemälde zeigt eine Darstellung des Christus in Gethsemane des römischen Barockmalers Carlo Maratta.
Die Orgel wurde 1750 durch Thomas Griffin eingebaut und 1856 durch G. M. Holdich sowie 1886 durch Forster & Andrews erneuert und 1911 erweitert. 1954 erfolgte eine Restaurierung durch Rushworth & Dreaper, bei der das Pedal erweitert wurde. Die Orgel besitzt seither folgende Disposition:
| I Great Organ C–g3 |       |
| Open Diapason      | 8′    |
| Stopped Diapason   | 8′    |
| Gamba              | 8′    |
| Principal          | 4′    |
| Wald Flute         | 4′    |
| Twelfth            | 2 ⁄3′ |
| Fifteenth          | 2′    |
| Mixture III        | 2′    |
| Trumpet            | 8′    |

| II Swell Organ C–g3 |     |
| Double Diapason     | 16′ |
| Open Diapason       | 8′  |
| Stopped Diapason    | 8′  |
| Salicional          | 8′  |
| Voix Celestes       | 8′  |
| Principal           | 4′  |
| Fifteenth           | 2′  |
| Cornopean           | 8′  |
| Oboe                | 8′  |

| Pedal Organ C–f1 |     |
| Open Diapason    | 16′ |
| Bourdon          | 16′ |
| Pedal Gedeckt    | 16′ |
| Bass Flute       | 8′  |
| Octave           | 8′  |

- Koppeln: II/I, II/II 4′, I/P, II/P